# Marcel Reif
Pour les articles homonymes, voir Reif.
 (mars 2018).
Marcel Reif est un journaliste sportif suisse, né le 27 novembre 1949 à Wałbrzych.

## Biographie
Marcel Reif est né à Wałbrzych, la Silésie (anciennement Waldenburg), quatre ans après que la zone a été transférée à la Pologne d'Allemagne à la suite de la Seconde Guerre mondiale. Son père, était un Juif polonais, tandis que sa mère était une catholique allemande. En 1956, sa famille a déménagé à Tel-Aviv; Reif seulement appris à parler l'allemand à l'âge de huit ans, lorsque sa famille déménage à nouveau à Kaiserslautern.
Reif a travaillé pendant de nombreuses années à la télévision allemande, en tant que journaliste pour des programmes de sport à la télévision allemande RTL et ZDF. Après son départ de RTL en 1999, il rejoint Sky Deutschland, qui à l'époque était la première chaîne de télévision. Reif y a été responsable de l'équipe de commentateurs sportifs pendant plusieurs années.
Il vit à Zurich, en Suisse et a trois enfants. Il s'est marié deux fois. En 2013, il a acquis la nationalité suisse et a renoncé à sa nationalité allemande. La même année, il publie dans le magazine allemand Der Spiegel, un article dans lequel il raconte comment il a découvert que son père (ainsi que des centaines d'autres juifs) avait été sauvé par Berthold Beitz et y exprime sa gratitude : Beitz, alors propriétaire d'une raffinerie près de Lviv (en actuelle Ukraine) pour laquelle le grand-père de Marcel Reitz fabriquait des meubles, a demandé aux SS, de les faire sortir du train de la mort parce qu'il en avait besoin pour des travaux importants pour l'effort de guerre ("kriegswichtige Arbeit").

## Récompenses
- 2003: Adolf-Grimme-Preis
- 2002: Deutscher Fernsehpreis